# Шереметєв Олексій Васильович
Олексій Васильович Шереметєв (1-й) (1800—1857) — російський декабрист, член «Союзу Благоденства», учасник підготовки повстання декабристів в Москві в грудні 1825 року. Власник родового маєтку Покровське-Шереметьєво.

## Біографія
Олексій Васильович Шереметєв був старшим з трьох дітей Василя Петровича Шереметєва (1765—1808, з нетитулованої гілки Шереметєвих) і Надії Миколаївни Тютчевої (1775—1850). В сім'ї були ще дві дочки: Пелагея (1802—1871, дружина М. Н. Муравйова-Віленського) і Анастасія (1807—1849, дружина декабриста Івана Якушкіна).
По лінії батька він був праправнуком боярина Федора Петровича Шереметєва, молодшого брата генерал-фельдмаршала графа Бориса Петровича. По лінії матері — племінник ігумені Євгенії і двоюрідний брат поета Федора Тютчева.
У віці восьми років втратив батька. Освіту отримав домашню, його вчителем був Семен Єгорович Раїч, який навчав його кузена, Федора Тютчева. З початку 1816 року Надія Миколаївна Шереметєва з дітьми поселилася в будинку Тютчева у Вірменському провулку; переїзд до Москви був пов'язаний зі вступом Олексія в Училище колонновожатих.

### Військова служба
- з 18 липня 1816 року поступив на службу колонновожатим в угрупування з квартирмейстерської частини, 26 листопада 1817 року випущений з училища прапорщиком;
- 11 лютого 1819 переведений в лейб-гвардію Кінну артилерію;
- з 25 грудня 1821 — підпоручик, з 29 серпня 1822 — штабс-капітан з призначенням ад'ютантом до командира 5 піхотного корпуса генерала від інфантерії графу Петру Олександровичу Толстому;
- 4 вересня 1823 року переведений в лейб-гвардію Драгунського полку з залишенням на колишній посаді;
- 2 грудня 1827 року на прохання звільнений у відставку штабс-капітаном.

### Союз Благоденства
Олексій Шереметєв був членом «Союзу благоденства» (1818—1821). Під час повстання декабристів знаходився у Москві. І. Д. Якушкін в своїх «Заметках» писав:
Алексей Шереметев возвратился домой поздно ночью и сообщил мне полученные известия об отречении цесаревича и что на место его взойдёт Николай Павлович; потом он рассказал мне, что Семёнов получил письмо от 12-го, в котором Пущин писал к нему, что они в Петербурге решили сами не присягать и не допустить гвардейские полки до присяги; вместе с тем Пущин предлагал членам, находившимся тогда в Москве, содействовать петербургским членам, насколько это будет для них возможным
Цієї ж ночі вони вирушили спочатку до Фонвізіна, а потім до полковника Митькова, щоб розробити план дій. За пропозицією Якушкіна, Фонвізін в генеральському мундирі повинен був підняти війська, розташовані в Хамовничеських казармах. Митьков і Якушкін збиралися умовити начальника штабу 5-го корпусу полковника В. І. Гурко приєднатися до повсталих і заарештувати корпусного командира П. А. Толстого, московського губернатора Д. В. Голіцина і інших представників влади. Олексій Васильович як ад'ютант Толстого повинен був їхати до полків, разквартированих на околицях Москви, і наказати їм ім'ям корпусного командира йти в столицю.

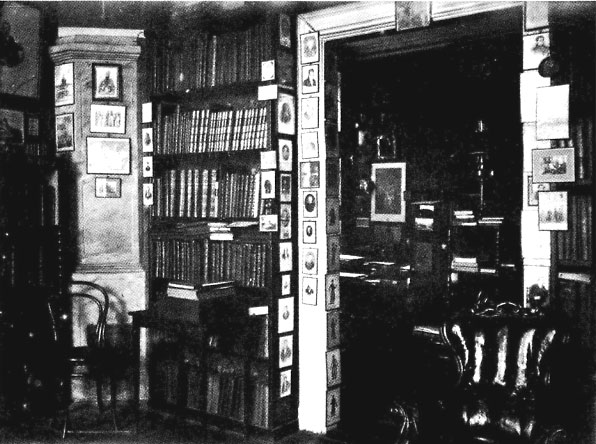
Кабінет в маєтку Покровське. Кінець XIX століття.

«На походе Шереметев, полковник Нарышкин и несколько офицеров, служивших в старом Семёновском полку, должны были приготовить войска к восстанию, и можно было надеяться, что, пришедши в Москву, они присоединились бы к войскам уже восставшим».
Засідання, що тривало до чотирьох годин після опівночі, не дало результатів. Співрозмовники вирішили, «що ми четверо не маємо ніякого права приступити до такого важливого рішення». На наступний день декабристи повинні були зібратися знову і запросити на цю нараду Михайла Орлова. Але 16 грудня стало відомо, що повстання в Петербурзі придушене, більшість декабристів заарештовано, а Москва присягнула новому імператору.
За свідченнями Якушкіна, Шереметєв належав до числа членів Союзу Благоденства, але відстав і не брав участі у таємних товариствах, що виникли з 1821 року. До суду Шереметєв не притягувався.

### Останні роки
Після відставки жив у своєму маєтку, займаючись господарськими справами. У 1827 році служив по обранню дворянства Рузському повіту.
Помер Олексій Васильович 21 жовтня 1857 року в своєму улюбленому маєтку, селі Покровському, де жив безвиїзно з 1850 року, після смерті матері. Похований у селі Покровському-Шереметьєво Рузського повіту Московської губернії.

## Родина

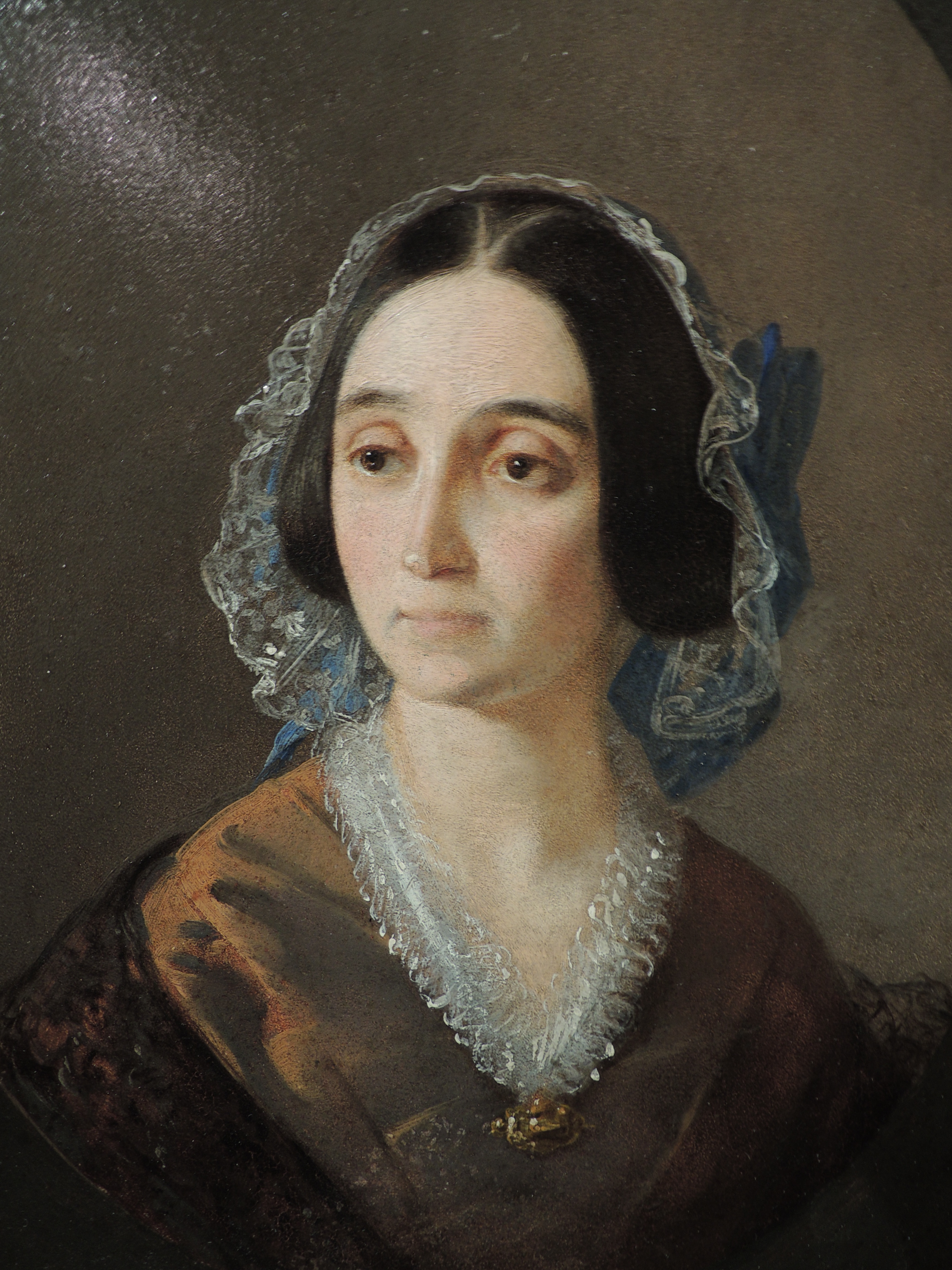
Катерина Сергіївна

Олексій Васильович одружився в 1831 році зі своєю троюрідною сестрою Катериною Сергіївною Шереметєвою (17.12.1813—7.05.1890), дочкою Сергія Васильовича Шереметєва (1786—1834) і Варвари Петрівни Алмазової (1786—1857). Її старша сестра Ганна Сергіївна була дружиною графа Дмитра Миколайовича Шереметєва. За спогадами її онука В. В. Мусіна-Пушкіна, була «незвичайною жінкою, провівши всю молодість у селі чи в родинному колі у Москві, вона зовсім не знала світського життя, але була в повному сенсі гранд дамою; вона багато читала трьома мовами й стежила за всіма новинами у політиці та літературі. Розмова її була тонкою і цікавою, вона гаряче цікавилася всякою сучасністю… Сама була маленького зросту й у молодості дуже миловидна». У шлюбі народилися діти:
- Варвара (1832—1885), дружина графа Володимира Івановича Мусіна-Пушкіна (1830—1886).
- Василь (1834—1884), єгермейстер, одружений з Наталею Опанасівною Столипіною (1834—1905).
- Сергій (1836—1896), наказний отаман Кубанського козачого війська; одружений зі св. княжною Євдокією Борисівною Голіциною (1848—1910).
- Надія (1838—1840).
- Катерина (пом. 15 травня 1841 немовлям[5]).
- Софія (1842—1871), з 1859 року дружина графа Олексія Васильовича Бобринського (1831—1888).
- Петро (23.12.1845—25.10.1853)
- Володимир (1847—1893), генерал-майор угрупування; з 1879 року одружений з графинею Оленою Григорівною Строгановою (1861—1908), донькою великої княжни Марії Миколаївни.
- Ганна (1849—1916), фрейліна двору (23.04.1877).
- Борис (9.06.1852—28.07.1853)

Діти
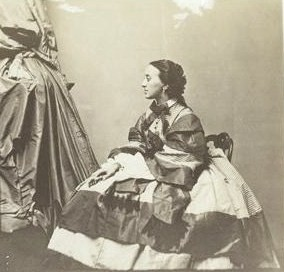
Варвара Олексіївна
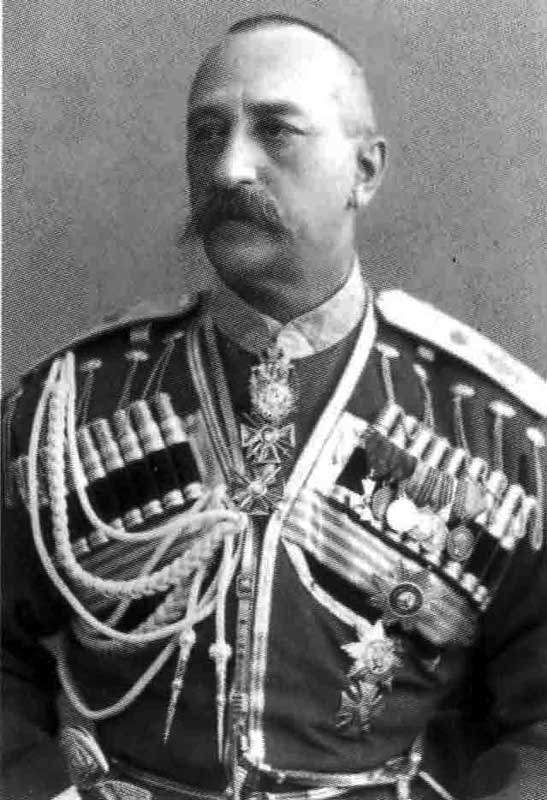
Сергій Олексійович
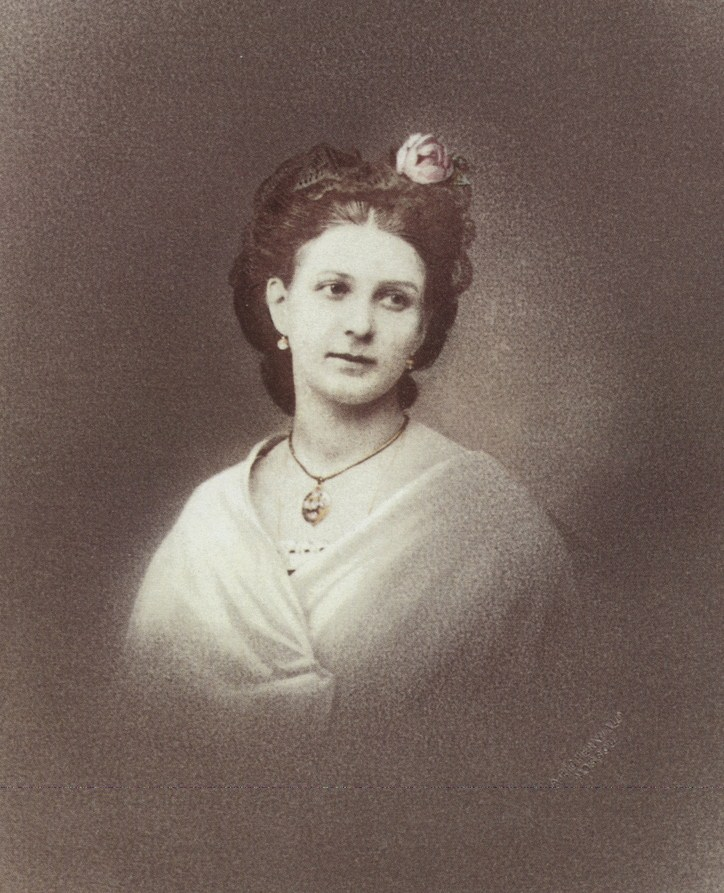
Софія Олексіївна
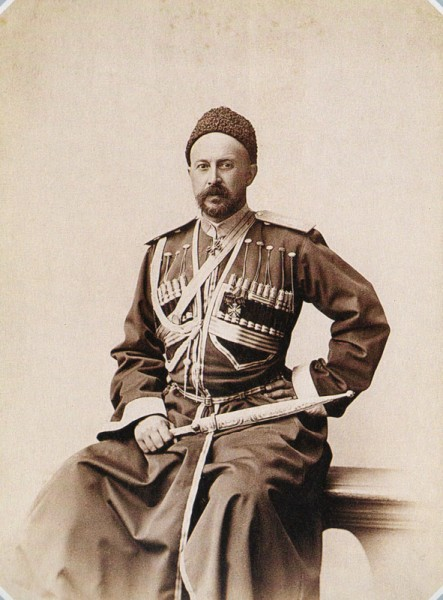
Володимир Олексійович
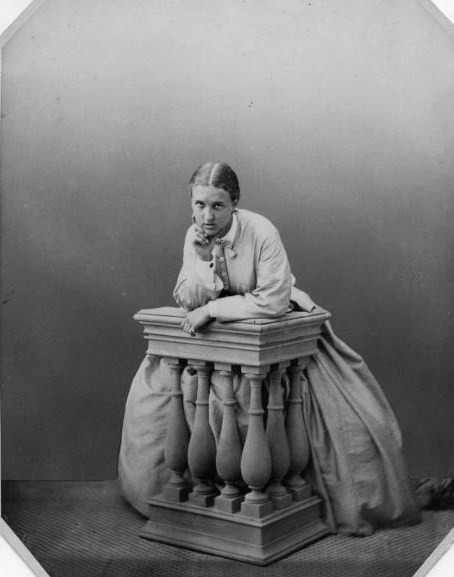
Ганна Олексіївна

## Стосунки з поетами

### Тютчев
Насилу добрый гений твой,
Мой брат по крови и по лени,
Увел тебя под кров родной
От всех маневров и учений,
Казарм, тревог и заточений,
От жизни мирно-боевой.
В кругу своих, в халате, дома,
И с службой согласив покой,
Ты праздный меч повесил свой
В саду героя-агронома...

Олексій Васильович був близький зі своїм кузеном Федором Тютчевим. Восени 1829 року Шереметєв відвідав його під час служби позаштатним аташе Російської дипломатичної місії. У листі до своєї тітки Тютчев пише: 
«Я полагаю, что Алексей Васильевич теперь с вами, и от всего сердца, любезнейшая тетушка, поздравляю вас с его приездом. Благодаря этим шести неделям, что он провел с нами, легко вообразить, как утешительно должно быть для вас его присутствие. Прошу вас покорнейше ещё раз поблагодарить его за всю им оказанную нам дружбу. Не говоря о себе, он оставил в Минхене искренно-преданных ему друзей. Не проходит дня, чтобы речь не шла о нём, и в первые дни по его отъезде он точно такую оставил пустоту у нас в доме, как бы несколько лет сряду жил с нами вместе. Кто его знает, тому сие покажется весьма естественно. С его редкими душевными свойствами, с его прекраснейшим характером ему везде легко будет найти искреннюю сердечную приязнь и оставить по себе добрую любезную память»..
Результатом став вірш Тютчева — «Послание к А. В. Шереметеву».

### Пушкін
Олексій Васильович був любителем поезії і, за деякими даними, сам писав вірші. Онук Шереметєва, граф Володимир Мусін-Пушкін писав про діда:

«Сношения с декабристами, близкими к Пушкину, и общая дружба с Пушкиным, вероятно, были причиной его приятельских отношений с поэтом, о чём я не раз слышал от моей покойной матери гр. В. А. Мусин-Пушкиной, рожд. Шереметевой. Так, помню рассказ о том, что Пушкин поцеловал раз деда в лоб в благодарность за удачно подобранную рифму, которая ему долго не давалась. К деду же Пушкин в шутку относил стих из „Братьев-разбойников“… „и с ленью праздной везде кочующий цыган“. Сравнение с цыганом вероятно вызвал его смуглый облик, а о лени говорит и другой известный поэт — двоюродный брат его, Ф. И. Тютчев в посвященном деду послании…»

Олексій Васильович склав зошит з віршів, що належали перу Пушкіна, Ф. І. Тютчева, С. Є. Раича, А. Д. Іллічівському, барона А. А. Дельвіга, Д. В. Давидова, князя П. А. В'яземського, графа Ф. І. Толстого і невідомих авторів. Зошит вцілів не повністю, лише дев'ятнадцять цілих листів і чотири обривка, містять сорок один вірш повністю (в сорока двох копіях) і дванадцять в уривках. З них пушкінських двадцять сім повністю і шість в уривках. В даний час вона зберігається в Пушкінському Будинку.